# Les
Les (prapor) je eolski sediment prašinastog oblika i žućkaste boje, sastavljen uglavnom od kvarca i feldspata. Oko 4% kopna prekriveno je praporom (oko 7% Europe, a glavnina je nataložena u pleistocenu).